# (397) Vienna
(397) Vienna est un astéroïde de la ceinture principale découvert par Auguste Charlois le 19 décembre 1894.